# Лёцос, Пантелис
Пантели́с Лёцос (греч.  Παντελής Λιότσος), известный также под партизанским псевдонимом Ко́ракас (греч.  Κόρακας  1912 — 2 февраля 2009) — греческий юрист и коммунист, командир отряда Народно-освободительной армии Греции (ЭЛАС).
Сталинист, деятель внепарламентских «марксистско-ленинских» и сталинистских партий Греции.

## Биография
Пантелис Лёцос родился в 1912 году в селе Дримос, Этолия и Акарнания, недалеко от города Воница.
Поступил в школу на острове Лефкас, но не окончил её.
Неизвестно где он окончил школу, но в тридцатые годы он учился на юридическом факультете Афинского университета.
В молодом возрасте был вовлечён в коммунистическое движение и вступил в Коммунистическую партию Греции.
С началом Греко-итальянской войны (1940—1941), в звании младшего лейтенанта резерва, вступил в действующую армию.
Отличился в боях, одним из первых офицеров вступил в город Аргирокастрон и был награждён орденом За мужество. Но поскольку орден вручала ему лично принцесса Фредерика, отказался принять награду.
C началом тройной, германо-итало-болгарской, оккупации Греции вступил в Народно-освободительную армию Греции (ЭЛАС).
Получил партизанский псевдоним Ко́ракас (Во́рон) и возглавил роту 2/39 полка ЭЛАС.
В июне 1944 года, вместе с «капитаном Фуртунасом», и при поддержке плавсредств Греческого народно-освободительного флота (ЭЛАН), предпринял рискованную операцию по освобождению острова Лефкас.
Во главе своей роты, в июле 1944 года принял участие в большом сражении частей ЭЛАС за взятие города Амфилохия (см. Сражение в Амфилохии).  
После освобождения, как и тысячи других коммунистов и бывших бойцов ЭЛАС, был гоним монархистким правительством.
Первоначально, будучи младшим лейтенантом регулярной армии, был мобилизован в сентябре 1947 года, после чего был послан на «перевоспитание» в Концентрационный лагерь Макронисос. Здесь и после отказа подписать «бесчестное» отречение от своих коммунистических убеждений, был подвергнут пыткам, в результате которых оказался в афинском госпитале «Эвангелизмос».
В сентябре 1948 года был вновь переведен в концлагерь Макронисоса, обвиняемый в убийстве гражданского лица. Вновь подвергся пыткам и длительному заключению в изолятор. В 1949 году был переведен в тюрьму на остров Лефкас, для того чтобы предстать перед судом, по обвинению в убийстве гражданского лица. Однако дело было настолько очевидно сфабрикованным, что родственники убитого отказались признать его виновным. После оправдания был возвращён в концлагерь Макронисоса, и прошёл через новый период пыток и изоляции. В 1950 году был выслан на остров Агиос Эфстратиос.
Пребывая в ссылке, Лёцос узнал о процессе де-сталинизации в СССР и переменах в политическом курсе компартии Греции.
Он был в числе большого числа сосланных на этот остров коммунистов, отвергнувших линию XX съезда КПСС.
После 17-летнего пребывания в лагерях и ссылке, Лёцос был освобождён в 1964 году.
Он примкнул к «Движению за воссоздание Компартии Греции 1918—1955 годов» («Κίνηση για Ανασύνταξη του ΚΚΕ 1918-55») и «Комитету Сталина».
Оставался верным своим идеям до конца своей жизни. Умер в Афинах в 2009 году.